# Kiril Stankov
Kiril Stankov Khristov (Bulgaars: Кирил Станков Христов) (Sofia, 20 mei 1949 – aldaar, 7 mei 1992) was een Bulgaars voetballer. Hij heeft gespeeld bij CSKA Sofia.

## Loopbaan
Khristov kwam tussen 1968 en 1976 twaalf keer uit voor het Bulgaars voetbalelftal. Hij maakte deel uit van de selectie voor het voetbaltoernooi op de Olympische Zomerspelen 1968, waar Bulgarije een zilveren medaille won.
Stankov overleed in 1992 kort voor zijn 43e verjaardag.

## Erelijst
- Olympische spelen : 1968 (zilver)
- Parva Liga : 1968-1969, 1970-1971, 1971-1972, 1972-1973, 1974-1975, 1975-1976
- Bulgaarse voetbalbeker : 1969, 1972, 1973, 1974